# Alkmaarsche Roei- en Zeil Vereeniging
De Alkmaarsche Roei- en Zeil Vereeniging (ARZV) is de burgerroeivereniging van Alkmaar, opgericht op 18 april 1910.
De ARZV kent twee afdelingen. De roeiafdeling van de ARZV telt circa 300 leden en heeft een eigen botenhuis aan de Hoornse Vaart te Alkmaar. Ieder jaar organiseert de ARZV de AA-Race.